# Жан-Люк Дарфейль
Жан-Люк Дарфейль (фр. Jean-Luc Darfeuille, 27 січня 1949) — французький хокеїст на траві. Грав за клуб «Стад Франсез» з Парижа. Увійшов до складу збірної Франції на літніх Олімпійських іграх 1972 в Мюнхені, де вона посіла 12-те місце. Грав на позиції нападника, зіграв 4 матчі і забив 1 гол у ворота збірної Аргентини.